# Protopolyclinum pedunculatum
Protopolyclinum pedunculatum is een zakpijpensoort uit de familie van de Protopolyclinidae. De wetenschappelijke naam van de soort is voor het eerst geldig gepubliceerd in 1960 door Millar.